# کالاپو
کالاپو (به اسپانیایی: Calapo) یک کوه در پرو است که در منطقه انکاش واقع شده‌است. کالاپو ۴٬۸۰۰ متر بالاتر از سطح دریا واقع شده‌است.